# Сан Дидеро
Сан Дидѐро (на италиански: San Didero; на пиемонтски: San Didé, Сан Диде, на окситански: Sen Didé, Сен Диде, на френски: Saint-Didier, Сен Дидие) е село и община в Метрополен град Торино, регион Пиемонт, Северна Италия. Разположено е на 430 m надморска височина. Към 1 януари 2020 г. населението на общината е 524 души, от които 17 са чужди граждани.